# Duty Free Songs
Duty Free Songs — дебютный студийный альбом группы «Четыре таракана», вышедший в 1992 году.

## Об альбоме
Альбом Duty Free Songs был записан в Москве летом 1992 года. Его авторами стали школьные друзья, собравшиеся в панк-группу «Четыре таракана», которые в дальнейшем стали участниками известных российских групп: Дмитрий Спирин («Тараканы!»), Денис Петухов («НАИВ»), Денис Рубанов («Тушка») и Дмитрий Воробьёв.
В состав альбома вошло одиннадцать композиций, из которых пять были исполнены на английском языке. Звучание песен содержало как элементы метала, так и более мелодичные вставки с использованием фортепиано. В «Музыкальной газете» альбом порекомендовали к прослушиванию и отметили, что «группа умела выходить за рамки жанра, точнее, расширять их за счёт мелодизма композиций».
В 2018 году альбом был перевыпущен на виниле издательством «Сияние».

## Создание альбома
Песня «Четыре таракана» была придумана Юрием Лениним, вокалистом группы «Кутузовский проспект». Когда его призвали в военкомат, выяснилось что у него периодически случаются обмороки и тогда его направили на обследование в неврологическое отделение больницы №51. Там он с ровесниками развлекался катаясь по ночам на инвалидных колясках. «В больнице было невероятное количество тараканов, и игра заключалась в том, чтобы, включив в кухне свет, резко влететь туда на коляске. Кто успел раздавить наибольшее количество тараканов, пока они не разбежались, тот и победил». Именно во время этой игры он придумал и тут же записал текст песни. Барабанщик группы Денис Рубанов рассказывал, что музыку для песни Ленин полностью «слизал» с песни «We're Not Gonna Take It» группы Twisted Sister.

## Список композиций
1. «Freedom» — 3:55
2. «Мне плохо с утра» — 1:17
3. «One World» — 2:33
4. «Четыре таракана» — 2:47
5. «Home Sweet Home» — 2:30
6. «Песня о жизни» — 3:33
7. «Time Has Passed» — 3:15
8. «Мальчики-танчики» — 2:39
9. «Крыса» — 2:40
10. «Шилов вернулся» — 3:09
11. «Acid Song» — 3:26[5]

## Участники записи
- Денис Петухов — вокал, клавишные, бас (5)
- Дмитрий Воробьёв — гитара
- Дмитрий Спирин — бас-гитара, бэк-вокал
- Денис Рубанов — барабаны[5]